# پادشاهی متحد در جنگ جهانی اول
پادشاهی متحد در جنگ جهانی اول (انگلیسی: History of the United Kingdom during the First World War) پادشاهی متحد بریتانیای کبیر و ایرلند قدرت اصلی متفقین جنگ جهانی اول بود. این نبرد که علیه قدرت‌های مرکز و به ویژه امپراتوری آلمان شکل گرفت، از سال ۱۹۱۴ تا ۱۹۱۸ میلادی به طول انجامید.